# Tricentrus truncaticornis
Tricentrus truncaticornis är en insektsart som beskrevs av William D. Funkhouser. Tricentrus truncaticornis ingår i släktet Tricentrus och familjen hornstritar. Inga underarter finns listade i Catalogue of Life.